# Jean-Pierre Vidal
Jean-Pierre Vidal (* 24. Februar 1977 in Saint-Jean-de-Maurienne) ist ein ehemaliger französischer Skirennläufer. Er war auf Slaloms spezialisiert und wurde 2002 in dieser Disziplin Olympiasieger. Sein Onkel Jean-Noël Augert und seine zwei Jahre ältere Schwester Vanessa Vidal waren ebenfalls Skirennläufer.

## Biografie
1990 siegte Vidal beim Trofeo Topolino. In den folgenden Jahren nahm er zunächst an FIS-Rennen und im Europacup teil. Am 3. Januar 1998 startete er erstmals zu einem Weltcuprennen, dem Riesenslalom in Kranjska Gora, erreichte das Ziel aber nicht. 1999 nahm er an der Winter-Universiade in Jasná teil und gewann die Goldmedaille im Riesenslalom sowie die Bronzemedaille im Slalom.
In der Saison 2001/02 gelang dem bisher wenig bekannten Vidal der Durchbruch an die Weltspitze. Als Neunter des Slaloms von Aspen holte er am 25. November 2001 die ersten Weltcuppunkte. Bereits einen Tag später gelang ihm am selben Ort die erste Podestplatzierung. Schließlich konnte er am 22. Dezember 2001 in Kranjska Gora den ersten Sieg feiern. Vidal qualifizierte sich für die Olympischen Winterspiele 2002 in Salt Lake City. Im olympischen Slalomrennen fuhr er im ersten Lauf die klare Bestzeit, konnte seinen Vorsprung im zweiten Lauf verteidigen und gewann schließlich vor Sébastien Amiez und Benjamin Raich die Goldmedaille. Bei Saisonende belegte er den fünften Platz im Slalomweltcup.
Im darauf folgenden Winter 2002/03 erreichte Vidal nur einmal einen Podestplatz, bei den Weltmeisterschaften 2003 in St. Moritz schied er sowohl im Slalom als auch im Riesenslalom aus. Ähnlich durchzogen war die Bilanz der Winter 2003/04 und 2004/05, in denen jeweils ein fünfter Platz über den ansonsten mittelmäßigen Resultaten herausragte. Auch sein Entschluss, nur noch Slalomrennen zu bestreiten, brachte zunächst keinen Erfolg. Der Gewinn der Bronzemedaille im Mannschaftswettbewerb bei den Weltmeisterschaften 2005 in Bormio deutete jedoch einen Aufwärtstrend an.
Vidal kehrte in der Saison 2005/06 wieder an die Weltspitze zurück. Nach vier Platzierungen unter den besten zehn gewann er am 22. Januar 2006 den Hahnenkamm-Slalom in Kitzbühel. Vidal gehörte vor den Olympischen Winterspielen 2006 zu den meistgenannten Favoriten. Einen Tag vor dem olympischen Slalom in Sestriere stürzte er jedoch beim freien Skifahren und zog sich einen Bruch des linken Arms zu, ein Start war somit unmöglich. Vidal gab daraufhin seinen sofortigen Rücktritt vom Spitzensport bekannt.

## Erfolge

### Olympische Spiele
- Salt Lake City 2002: 1. Slalom

### Weltmeisterschaften
- Bormio 2005: 3. Mannschaftswettbewerb

### Juniorenweltmeisterschaften
- Voss 1995: 15. Slalom, 17. Riesenslalom

### Weltcup
- Saison 2001/02: 3. Slalomwertung
- Saison 2002/03: 10. Slalomwertung
- Saison 2005/06: 10. Slalomwertung
- 6 Podestplätze, davon 2 Siege:

| Datum             | Ort           | Land       | Disziplin |
| ----------------- | ------------- | ---------- | --------- |
| 22. Dezember 2001 | Kranjska Gora | Slowenien  | Slalom    |
| 22. Januar 2006   | Kitzbühel     | Österreich | Slalom    |

### Weitere Erfolge
- 1 Sieg im Europacup
- Universiade 1999 in Jasná: 1. Riesenslalom, 3. Slalom
- Militär- und Polizei-WM 2004 in Åre: 1. Riesenslalom
- 5 französische Meistertitel (Riesenslalom 2001, 2004 und 2005; Slalom 2001 und 2003)
- 14 Siege in FIS-Rennen (ab 1994/95)